# Фріц Ґюнст
Фріц Ґюнст (нім. Fritz Gunst, 22 вересня 1908 — 9 листопада 1992) — німецький ватерполіст.
Олімпійський чемпіон 1928 року.
Срібний призер Олімпійських ігор 1932, 1936 років.